# Lorenzo Faravelli
Lorenzo Abel Faravelli, mais conhecido como Lorenzo Faravelli (Rosário, 29 de março de 1993), é um futebolista argentino que atua como meio-campista. Atualmente, joga no Cruz Azul.

## Carreira

### Newell's Old Boys
Lorenzo Faravelli foi revelado nas categorias de base do Newell's Old Boys, no qual estreou no time profissional aos 17 anos, em 28 de fevereiro de 2011, entrando como substituto durante uma derrota por 1 a 0 para o Tigre, pelo Campeonato Argentino de 2010–11. Foi o treinador Roberto Sensini que o fez estrear no time profissional.

### Unión Española
Em meados de 2013, foi emprestado por uma temporada à Unión Española, campeão do Campeonato Chileno de 2013. No time, encontrou continuidade, principalmente no segundo tempo, consolidando-se como titular e tendo boas atuações na Copa Libertadores da América de 2014. Apesar de ter se destacado em vários jogos, o Unión Española não obteve a sua opção de compra.

### Retorno ao Newell's Old Boys
Depois de passar pelo Unión Española, voltou ao Newell's Old Boys para conseguir uma vaga no time titular a pedido do técnico Gustavo Raggio. Mas, uma série de lesões o impediram de ter regularidade na equipe.

### Gimnasia y Esgrima
Depois de não ter a titularidade desejada no Newell's Old Boys, em meados de 2015, foi emprestado por uma temporada ao Gimnasia y Esgrima de La Plata. Depois do seu primeiro ano, onde se destacaria em vários jogos, Gustavo Alfaro, treinador do Gimnasia, pediu ao clube que fizesse uso da opção de compra e Lorenzo assinou um contrato por mais três temporadas com o clube.
Esteve muito perto de conquistar um título com o clube no ano de 2018, sendo vice-campeão da Copa Argentina de 2017–18 e se tornando peça-chave na semifinal contra o River Plate e na final contra o Rosario Central, marcando um gol em cada partida. Em junho de 2019, o contrato de Faravelli com o clube terminou.

### Huracán
Em 2019, Lorenzo Faravelli se transferiu para o Huracán, a pedido do técnico Juan Pablo Vojvoda, um velho conhecido da equipe de base do Newell's Old Boys. Sua passagem pelo clube foi breve, jogou apenas nove jogos, e teve seu contrato desvinculado no final do primeiro semestre.

### Independiente del Valle
No dia 14 de janeiro de 2020, Lorenzo Faravelli foi transferido para o Independiente del Valle, do Equador, assinando um contrato por três temporadas. Ele rapidamente se torna um jogador importante na instituição, após um ano e meio o clube oferece uma renovação por mais uma temporada, com o novo contrato indo até dezembro de 2023.
No dia em que o Independiente del Valle inaugurou seu novo estádio, em 20 de março de 2021, Lorenzo conseguiu marcar o primeiro gol da história do Estádio Banco Guayaquil, em Sangolquí, entrando na história do clube na vitória da equipe por 2 a 0 sobre o Delfín.[carece de fontes?] Participar na histórica conquista do primeiro título a nível local do clube, depois de vencer o Campeonato Equatoriano de 2021, tornou-se em um dos jogadores principais do time, sendo o único jogador que participou de todas as 32 partidas do torneio e sendo premiado como o melhor meio-campista central do ano e no time ideal daquela temporada.
Em 10 de julho de 2022, na partida em que o Independiente del Valle venceu o Cumbayá por 2 a 0 em casa, Lorenzo Faravelli atingiu a marca de 100 partidas defendendo a camisa do clube.[carece de fontes?]

## Estatísticas
Atualizado até 1 de outubro de 2022.

### Clubes
| Equipe                  | Temporada         | Campeonato nacional | Campeonato nacional | Campeonato nacional | Copa nacional | Copa nacional | Copa nacional | Competições continentais[a] | Competições continentais[a] | Competições continentais[a] | Outros torneios[b] | Outros torneios[b] | Outros torneios[b] | Total | Total | Total   |
| Equipe                  | Temporada         | Jogos               | Gols                | Assist.             | Jogos         | Gols          | Assist.       | Jogos                       | Gols                        | Assist.                     | Jogos              | Gols               | Assist.            | Jogos | Gols  | Assist. |
| ----------------------- | ----------------- | ------------------- | ------------------- | ------------------- | ------------- | ------------- | ------------- | --------------------------- | --------------------------- | --------------------------- | ------------------ | ------------------ | ------------------ | ----- | ----- | ------- |
| Newell's Old Boys       | 2010–11           | 10                  | 0                   | 0                   | —             | —             | —             | —                           | —                           | —                           | —                  | —                  | —                  | 10    | 0     | 0       |
| Newell's Old Boys       | 2011–12           | 1                   | 0                   | 0                   | 1             | 0             | 0             | —                           | —                           | —                           | —                  | —                  | —                  | 2     | 0     | 0       |
| Newell's Old Boys       | 2012–13           | 1                   | 0                   | 0                   | 0             | 0             | 0             | 0                           | 0                           | 0                           | —                  | —                  | —                  | 1     | 0     | 0       |
| Newell's Old Boys       | 2014              | 11                  | 1                   | 0                   | 1             | 0             | 0             | —                           | —                           | —                           | —                  | —                  | —                  | 12    | 1     | 0       |
| Newell's Old Boys       | 2015              | 1                   | 0                   | 0                   | 1             | 0             | 0             | —                           | —                           | —                           | —                  | —                  | —                  | 2     | 0     | 0       |
| Newell's Old Boys       | Total             | 24                  | 1                   | 0                   | 3             | 0             | 0             | 0                           | 0                           | 0                           | 0                  | 0                  | 0                  | 27    | 1     | 0       |
| Unión Española          | 2013–14           | 30                  | 2                   | 0                   | —             | —             | —             | 7                           | 0                           | 0                           | —                  | —                  | —                  | 37    | 2     | 0       |
| Unión Española          | Total             | 30                  | 2                   | 0                   | 0             | 0             | 0             | 7                           | 0                           | 0                           | 0                  | 0                  | 0                  | 37    | 2     | 0       |
| Gimnasia y Esgrima      | 2015              | 2                   | 0                   | 0                   | 0             | 0             | 0             | —                           | —                           | —                           | —                  | —                  | —                  | 2     | 0     | 0       |
| Gimnasia y Esgrima      | 2016              | 13                  | 3                   | 0                   | 1             | 0             | 0             | —                           | —                           | —                           | —                  | —                  | —                  | 14    | 3     | 0       |
| Gimnasia y Esgrima      | 2016–17           | 23                  | 2                   | 3                   | 0             | 0             | 0             | 2                           | 0                           | 0                           | —                  | —                  | —                  | 25    | 2     | 3       |
| Gimnasia y Esgrima      | 2017–18           | 26                  | 4                   | 4                   | 5             | 2             | 0             | —                           | —                           | —                           | —                  | —                  | —                  | 31    | 6     | 4       |
| Gimnasia y Esgrima      | 2018–19           | 20                  | 4                   | 1                   | 5             | 0             | 0             | —                           | —                           | —                           | —                  | —                  | —                  | 25    | 4     | 1       |
| Gimnasia y Esgrima      | Total             | 84                  | 13                  | 8                   | 11            | 2             | 0             | 2                           | 0                           | 0                           | 0                  | 0                  | 0                  | 97    | 15    | 8       |
| Huracán                 | 2019–20           | 8                   | 0                   | 0                   | 1             | 0             | 0             | —                           | —                           | —                           | —                  | —                  | —                  | 9     | 0     | 0       |
| Huracán                 | Total             | 8                   | 0                   | 0                   | 1             | 0             | 0             | 0                           | 0                           | 0                           | 0                  | 0                  | 0                  | 9     | 0     | 0       |
| Independiente del Valle | 2020              | 28                  | 6                   | 1                   | —             | —             | —             | 10                          | 1                           | 3                           | —                  | —                  | —                  | 38    | 7     | 4       |
| Independiente del Valle | 2021              | 32                  | 5                   | 3                   | —             | —             | —             | 12                          | 4                           | 1                           | 1                  | 0                  | 0                  | 45    | 9     | 4       |
| Independiente del Valle | 2022              | 20                  | 5                   | 1                   | —             | —             | —             | 11                          | 3                           | 2                           | —                  | —                  | —                  | 31    | 8     | 3       |
| Independiente del Valle | Total             | 780                 | 16                  | 5                   | 0             | 0             | 0             | 33                          | 8                           | 6                           | 1                  | 0                  | 0                  | 114   | 24    | 11      |
| Total na carreira       | Total na carreira | 225                 | 32                  | 13                  | 15            | 2             | 0             | 42                          | 8                           | 6                           | 1                  | 0                  | 0                  | 283   | 42    | 19      |

- a. ^ Jogos da Copa Libertadores da América, da Copa Sul-Americana e da Recopa Sul-Americana
- b. ^ Jogos de outros torneios

## Títulos
Newell's Old Boys
- Torneio Final: 2012–13

Independiente del Valle
- Campeonato Equatoriano: 2021
- Copa Sul-Americana: 2022
- Copa do Equador: 2022
- Supercopa do Equador: 2023
- Recopa Sul-Americana: 2023

Cruz Azul
- Copa dos Campeões da CONCACAF: 2025[14]

### Prêmios individuais
- Seleção do Campeonato Equatoriano: 2021[12]
- Melhor meia-central do Campeonato Equatoriano: 2021[12]
- Seleção Ideal da América do Sul pelo Jornal El País: 2022[15]